# 1812年西班牙憲法
1812年西班牙憲法是西班牙首部宪法，也是世界史上最早的成文宪法之一，于1812年3月19日由西班牙首个全国立法机关加的斯议会通过，该宪法定义了19世纪西班牙和西班牙美洲的自由主义。